# Malmont
Le Malmont est une montagne surmontée de petites proéminences collineuses composées de roches calcaire, qui culmine à 550 mètres et surplombe la ville de Draguignan, dans le Var (France).
En langue provençale, mau mount signifie « mauvais mont ». On  trouve  le toponyme Maumont sur la carte de Cassini en couleur (feuilles gravées et aquarellées), issue de l’exemplaire dit de « Marie-Antoinette » du XVIIIe siècle.

## Histoire
La ville de Draguignan, créée sous les Carolingiens, peut-être au IXe ou au Xe siècle, s'est développée au sud de cette petite montagne. Les premiers actes que l'on a retrouvé au sujet de ce site (1237-1347) nous apprennent qu'une partie du Malmont était une  propriété seigneuriale à usage collectif. Ce domaine a fourni à tous les habitants, des matériaux, du combustible et des terrains cultivables, périodiquement défrichés et semés jusqu’à la fin du XIXe siècle. Appelé « bois » dans les pièces d’archives, ce qui deviendra la forêt communale de Draguignan  est un « défend » aux destinations multiples. Possédé en indivis par la communauté (c’est-à-dire par la totalité de ses membres), un défend est un terroir-clé où les droits des habitants, la volonté d’ingérence des conseils et l’esprit entreprenant de certains particuliers entrent souvent en rivalité.

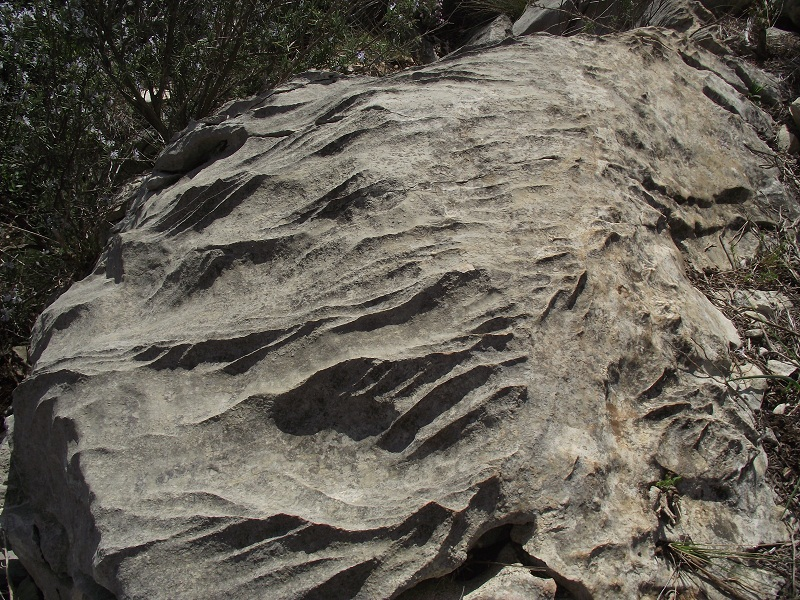
Roche aux reliefs karstiques du sommet (Bathonien)

Au début du XVIIe siècle les consuls de Draguignan gèrent cette partie du massif. Déjà en 1554 une ordonnance royale réclamait « inhibitions de couper le bois du Malmont ». En 1602, le conseil le divise en lots pour y faire des coupes de bois.
Le fait que Draguignan ait été située en contrebas avait une nécessité « logistique » : l'eau dévalant du Malmont, soit en surface, soit de manière souterraine, était récoltée en bas de pente près de la porte Aiguières.
La source des Rayollets fut longtemps la principale ressource en eau de la ville, avec un débit de 4 à 5 litres par seconde, les deux autres sources moins importantes étant les deux « sources du Dragon ».
Durant les années 1960 et 1970, la municipalité dirigée par Édouard Soldani a commencé à délivrer des permis de construire à des lotisseurs et à des particuliers.
La tension immobilière des années 1990 et surtout depuis 2000 a incité la municipalité conduite par Max Piselli à délivrer de nouveaux permis. Aujourd'hui le Malmont fait l'objet de constructions sur le flanc sud, en direction de Draguignan ; l'urbanisation « côté Figanières » est moins importante.
La crue du 15 juin 2010, qui a occasionné la mort d'environ une douzaine de dracénois, n'a pas remis en cause l'urbanisation de cette petite montagne, même si les constructions et les opérations de terrassement ont pu avoir pour conséquence de permettre aux grandes quantités d'eau de pluie de dévaler facilement les pentes du Malmont et de se « jeter » en torrent sur la ville.

## Environnement

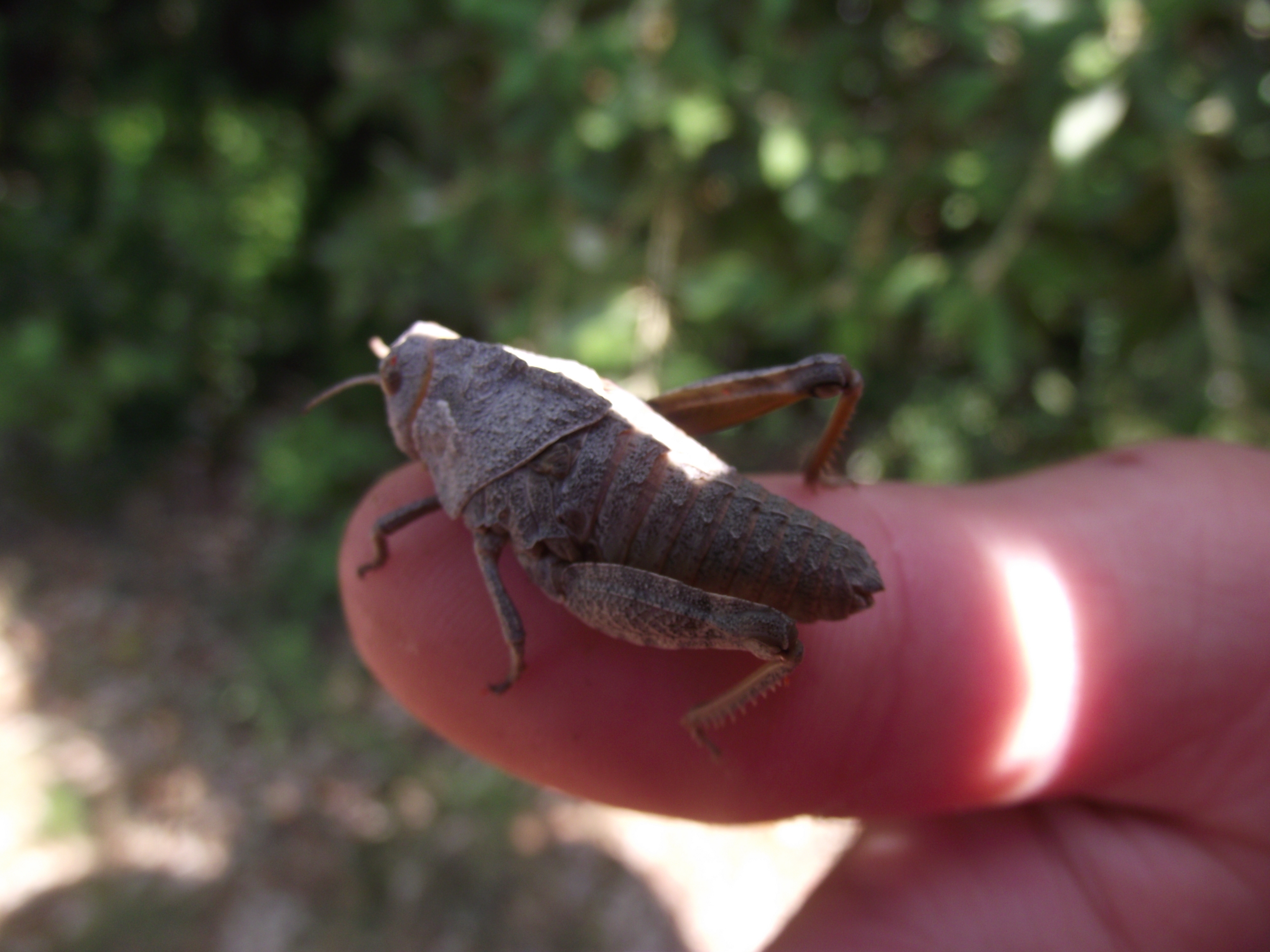
Premier individu de criquet hérisson trouvé au Malmont au printemps 2011

Une partie du massif est située en forêt communale gérée par l'Office national des forêts. Un sentier botanique, souvent vandalisé, existe à proximité du parking.
Des plantations, surtout de cèdres, ont été financées par le Rotary Club. Leur situation inappropriée est à déplorer (impact des pelouses sèches sur dalles calcaires). Outre les pelouses sèches, ces plantations menacent également une population de criquets hérissons, découverte au printemps 2011, espèce classée sur la liste rouge des insectes de France métropolitaine (1994).
Il peut être le lieu d'activités liées à la flore ou à la faune sauvages,.
Il existe un poste permanent de surveillance des feux de forêt utilisé lors de la saison estivale.

### La forêt communale

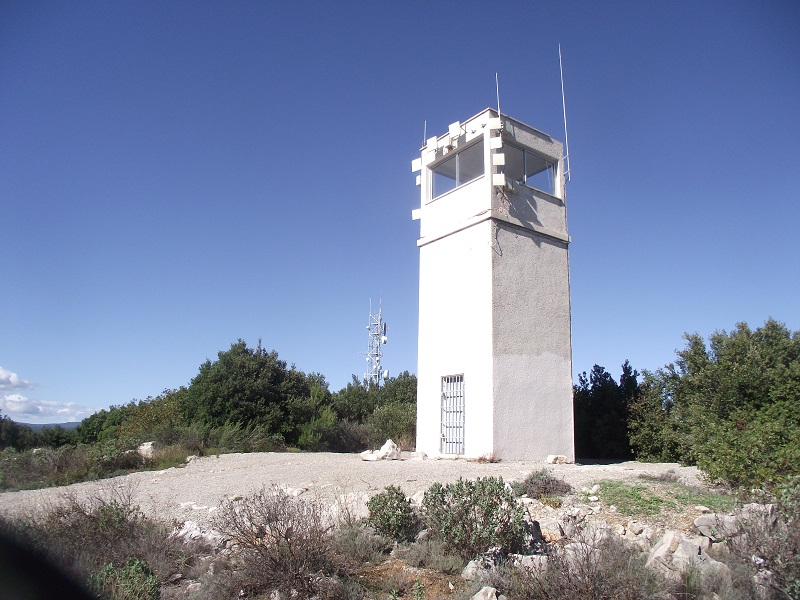
Le poste de surveillance du Malmont

La forêt communale, proprement dite, est gérée par l'Office national des forêts. Elle se situe sur le Malmont et déborde sur un relief proche. Elle occupe une surface de 241,82 hectares. Son altitude varie de 340 à 604 mètres. Cette forêt était exploitée autrefois, principalement pour les tanins contenus dans l'écorce des chênes. L'activité a cessé au vingtième siècle à cause de la baisse du prix de l'écorce. L'exploitation régulière du bois a continué jusqu'aux grands incendies de 1918 et 1919.
La municipalité accorde le droit de chasse à titre gratuit à la société de chasse locale sur toute la forêt communale. Aucune restriction n'est appliquée afin de partager l'espace avec d'autres activités (randonneurs, joggeurs, vététistes, sorties botaniques...). Ceci pose aussi des problèmes de sécurité au vu des postes de chasse construits de façon anarchique.[réf. nécessaire]

### Flore
Le sentier botanique permet, selon l'état des bornes d'information, d'observer la flore commune des garrigues du Var. Mais l'intérêt du lieu réside dans la combinaison de différentes espèces méditerranéennes et de montagne.

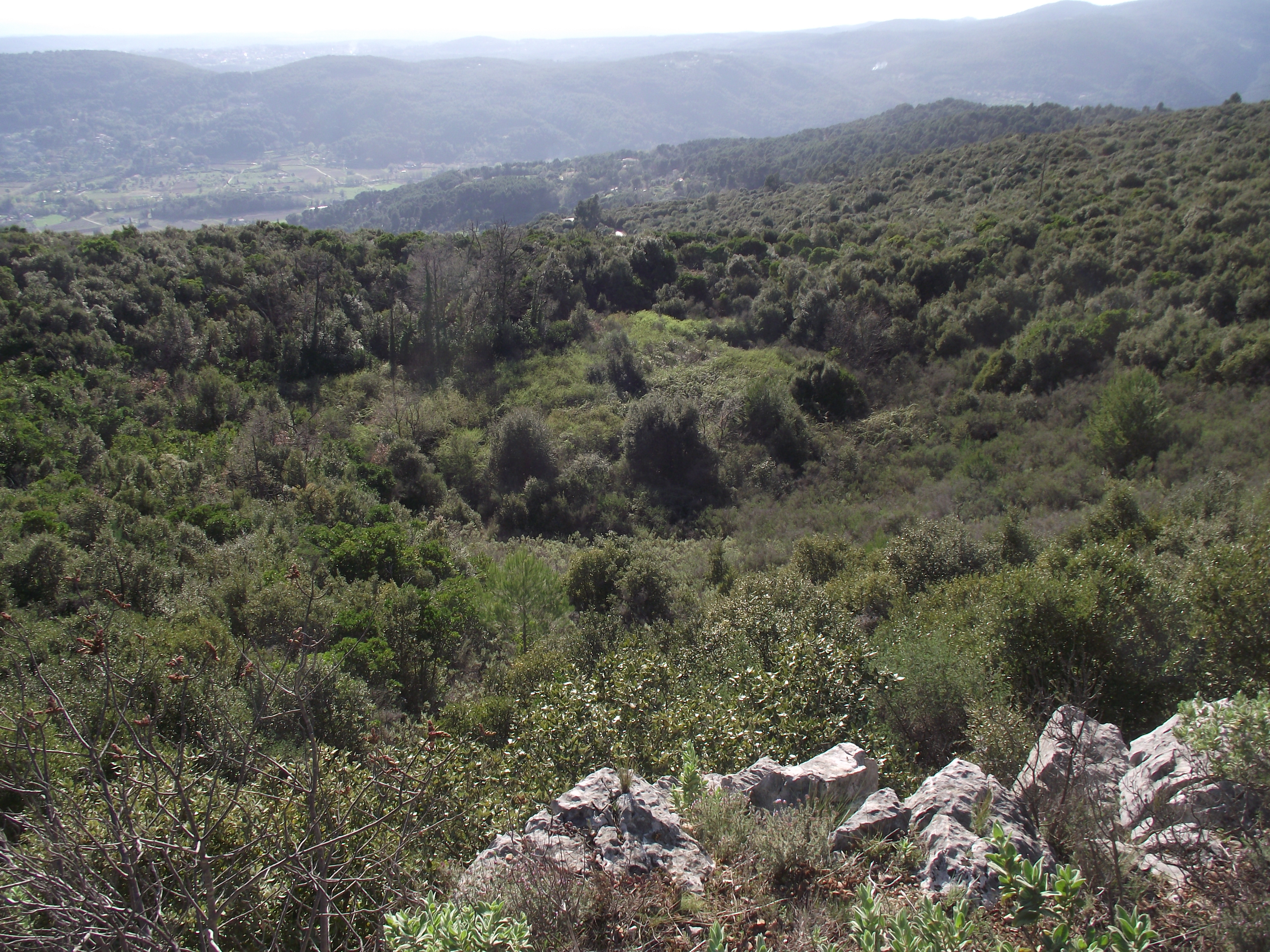
Vue d'une doline sur le Malmont avec, en arrière-plan, la vallée de la Nartuby et paysage en direction de l'ouest.

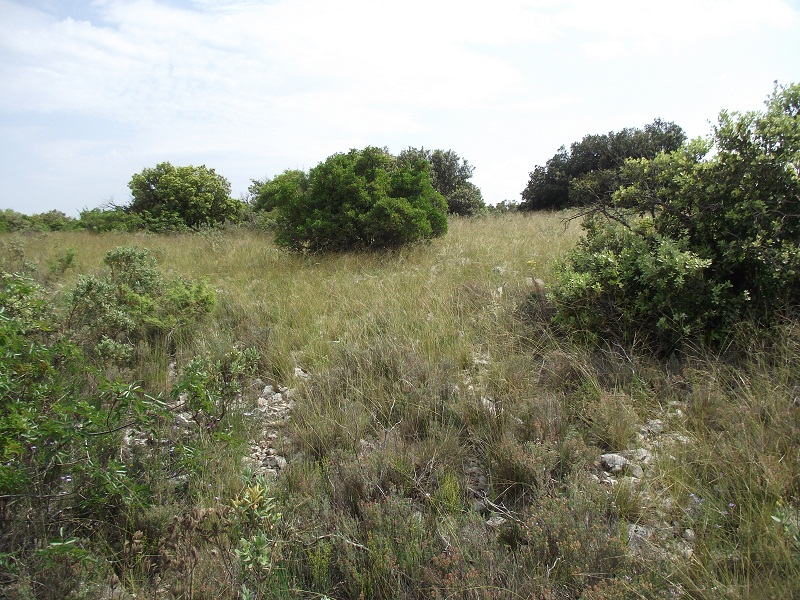
Une des pelouses calcicoles du Malmont

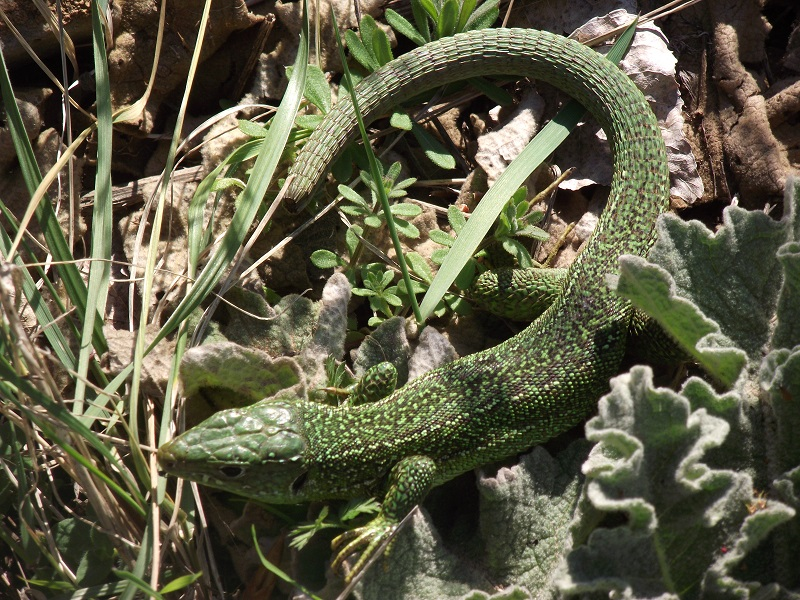
Lézard vert au Malmont

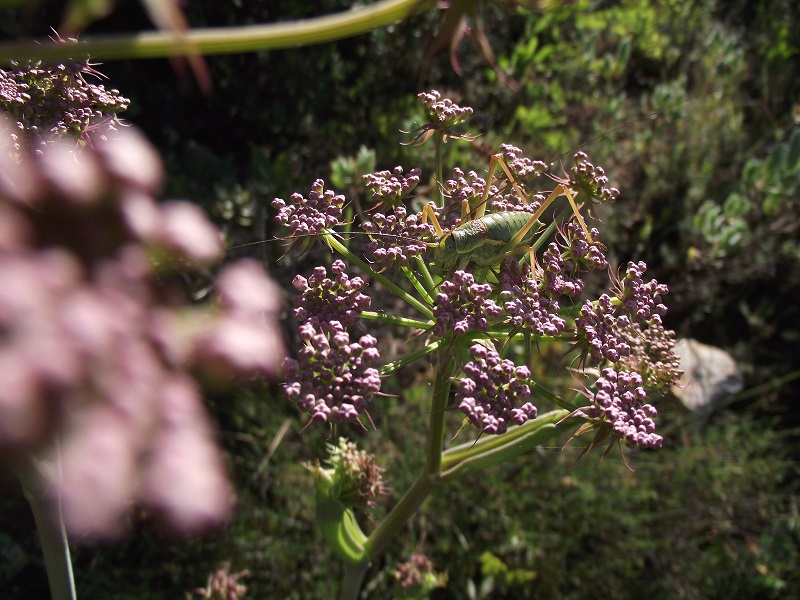
Sauterelle sur Peucedanum cervaria

Petite liste non exhaustive d'espèces observables sur le site :
- Argyrolobium linnaeanum ;
- Cephalaria leucantha ;
- Stachys recta ;
- Bupleurum rigidum ;
- Polygala vulgaris ;
- Aegilops ovata ;
- Thesium divaricatum ;
- Coris monspeliensis ;
- Thymelaea sanamunda ;
- Asplenium petrarque ;
- Anthurium liliago ;
- Leuzea conifera ;
- Dianthus virgineus ;
- Trinia glauca ;
- Anthyllis vulneraria ;
- Peucedanum cervaria ;
- Carduus nigrescens ;
- Lotus corniculatus ;
- Catananche caerulea ;
- Centaurea paniculata ;
- Arenaria serpyllifolia ;
- Medicago orbicularis ;
- Medicago rigidula ;
- Medicago minima ;
- Galium corrudifolium ;
- Carex humilis ;
- Odontites lutea ;
- Odontites viscosa ;
- Teucrium montanum ;
- Teucrium polium ;
- Teucrium chamaedrys ;
- Linum narbonense campanulatum ;
- Crepis foetida.

### Accessibilité et paysage

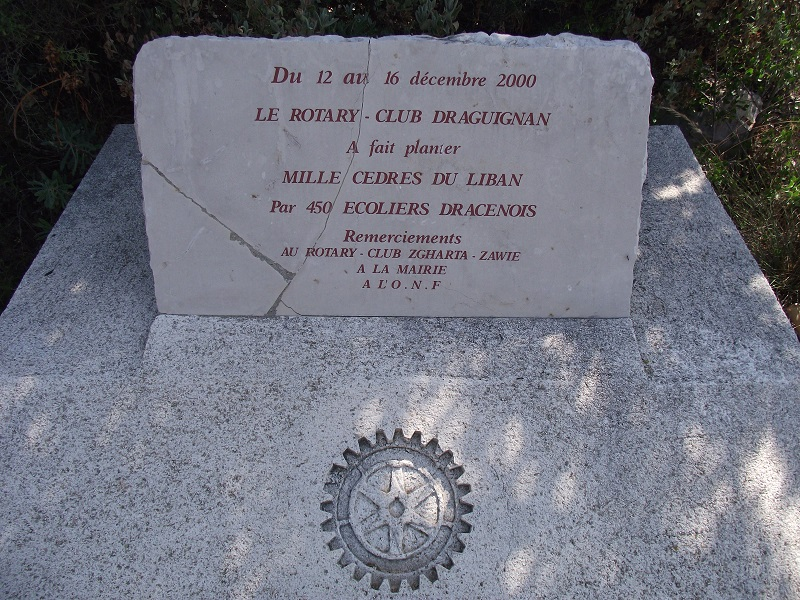
Plaque d'inauguration Rotary au Malmont à la suite des plantations de 2000

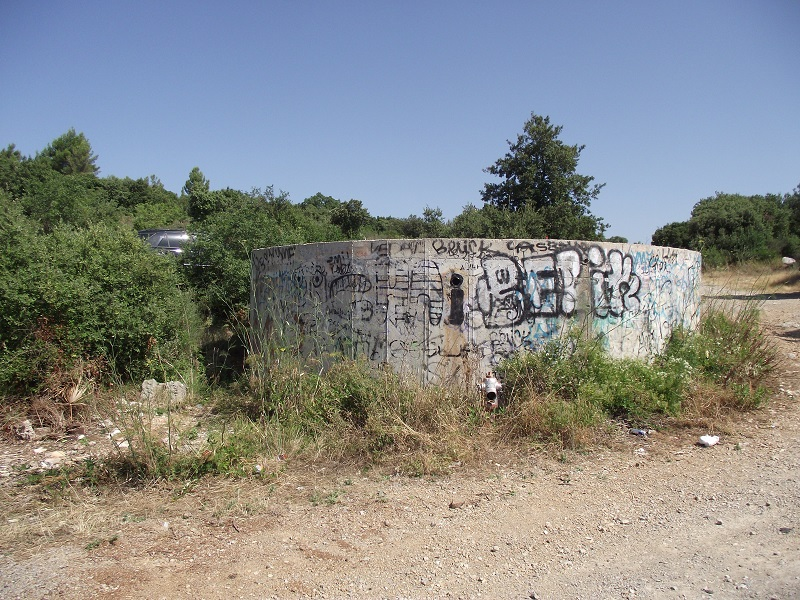
Réserve d'eau au Malmont

Le sommet est accessible par une route de desserte locale. La montée comme la descente offrent des points de vue sur la ville de Draguignan et les alentours. Une table d'orientation implantée en haut de la colline permet de situer certains villages limitrophes, ainsi que des reliefs assez éloignés : 
- le massif de l'Esterel dont le mont Vinaigre et le pic de l'Ours ;
- le cap Roux ;
- le sémaphore du Dramont ;
- les îlots du Lion de mer et du Lion de terre au large de la commune de Saint-Raphaël, en mer Méditerranée.
- le rocher de Roquebrune ;
- le Peygros ;
- le col de Gratteloup ;
- les Pradels ;
- La Garde-Freinet ;
- les roches Blanches ;
- Sainte-Brigitte (Vidauban) ;
- le col de l'Ange ;
- la barre de Cuers ;
- la barre de saint Quinis ;
- la Mourre d'Agnis ;
- le signal de la Sauvette et Notre-Dame-des-Anges (points culminants du massif des Maures) ;
- le mont Coudon (La Garde/Toulon) ;
- le massif de la Sainte-Baume (extrême ouest du département du Var) dont la montagne de la Loube ;
- le mont Aurélien (Saint-Maximin) ;
- le Petit et le Gros Bessillon ;
- la montagne Sainte-Victoire (Bouches-du-Rhône) ;
- plusieurs sommets situés au sud des Alpes-de-Haute-Provence ;